# Geharmoniseerd systeem van onderzoek en certificering

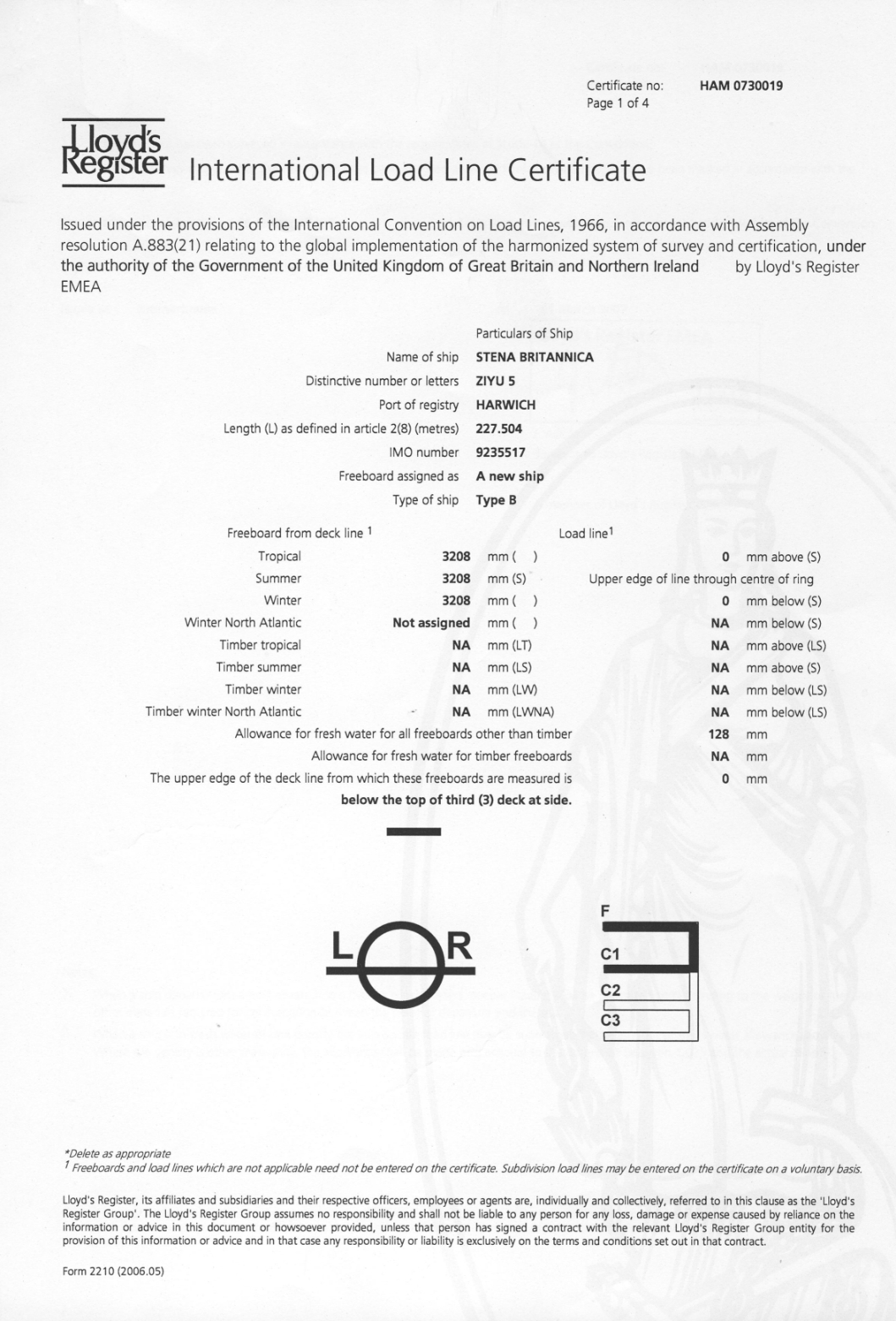
Eerste bladzijde van het certificaat van uitwatering van de Stena Britannica.

Het geharmoniseerd systeem van onderzoek en certificering (Harmonised System of Survey and Certification, HSSC) is een systeem dat de certificatie en het daarvoor benodigde onderzoek harmoniseert. Omdat er zo veel certificaten van de diverse verdragen en codes zijn, waren de onderzoeken dusdanig verspreid dat dit een aanslag werd op de inzetbaarheid van de schepen en inspecteurs. Hiertoe heeft de Internationale Maritieme Organisatie het HSSC ingevoerd, dat op 3 februari 2000 in werking trad. Een aantal landen had het systeem daarvoor al ingevoerd. De betrokken verdragen en codes zijn SOLAS, het uitwateringsverdrag, MARPOL, IBC, BCH en IGC.
In het systeem krijgt elk schip een verjaardatum. Dit is de datum waarop de geldigheidsduur van het veiligheidsconstructiecertificaat en het certificaat van uitwatering verloopt. Certificaten zijn in dit systeem maximaal vijf jaar geldig. Voordat een schip in de vaart komt, vindt een eerste onderzoek (initial survey, I) plaats. Als bij de verjaardatum een nieuw certificaat moet worden afgegeven, vindt er een hernieuwd onderzoek (renewal survey, R) plaats. Periodiek onderzoek (periodical survey, P) vindt plaats om de staat van de reddings- en veiligheidsmiddelen en radio-uitrusting te controleren in de periode tussen de verjaardata. In deze periode vindt ook het tussentijds onderzoek (intermediate survey, In) plaats, waarbij de staat van de constructie, de machinekamer en aanverwante uitrusting gecontroleerd wordt. Het jaarlijks onderzoek (anual survey, A) is een algemene inspectie waarbij wordt bepaald of de uitrusting goed wordt onderhouden en nog voldoet aan de gestelde eisen. Onderzoek om bijzondere redenen (additional survey, Ad) vindt plaats na bijvoorbeeld schade, ongeval, herstelling of vernieuwing.
Het onderzoek naar de buitenzijde van de romp hoeft niet gelijk te lopen aan de verjaardatum. Bij passagiersschepen moet dit elk jaar plaatsvinden, bij vrachtschepen twee maal in de vijf jaar. Dit kan afwisselend in een droogdok en met behulp van duikers.
| Jaar                              | 0 | 1       | 2        | 3        | 4        | 5        |
| Maand                             | 0 | 9-12-15 | 21-24-27 | 33-36-39 | 45-48-51 | 57-60-63 |
| --------------------------------- | - | ------- | -------- | -------- | -------- | -------- |
| Elk schip                         |   |         |          |          |          |          |
| Certificaat van uitwatering       | I | A       | A        | A        | A        | R        |
| IOPP                              | I | A       | A        | A        | A        | R        |
| Passagiersschip                   |   |         |          |          |          |          |
| Veiligheidscertificaat            | I | R       | R        | R        | R        | R        |
| Vrachtschip                       |   |         |          |          |          |          |
| Radioveiligheidscertificaat       | I | P       | P        | P        | P        | R        |
| Veiligheidsconstructiecertificaat | I | A       | A of In  | In of A  | A        | R        |
| Uitrustingscertificaat            | I | A       | A of In  | In of A  | A        | R        |
| IGC/GC                            | I | A       | A of In  | In of A  | A        | R        |
| IBC/BCH                           | I | A       | A of In  | In of A  | A        | R        |
| NLS                               | I | A       | A of In  | In of A  | A        | R        |